# 興南站 (台灣)

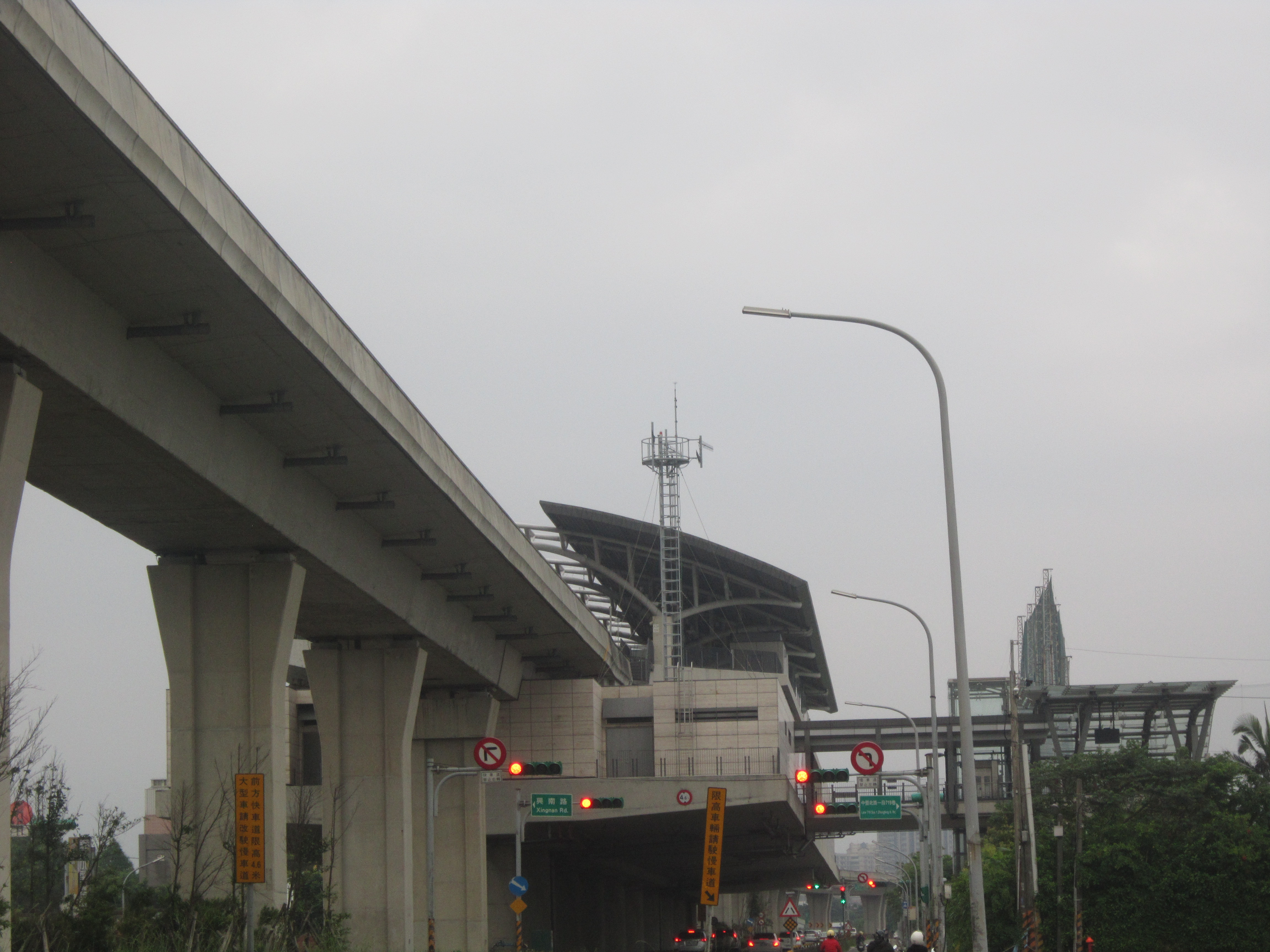
桃園捷運興南站為高架車站，站體架設於中豐路安全島中央上空。

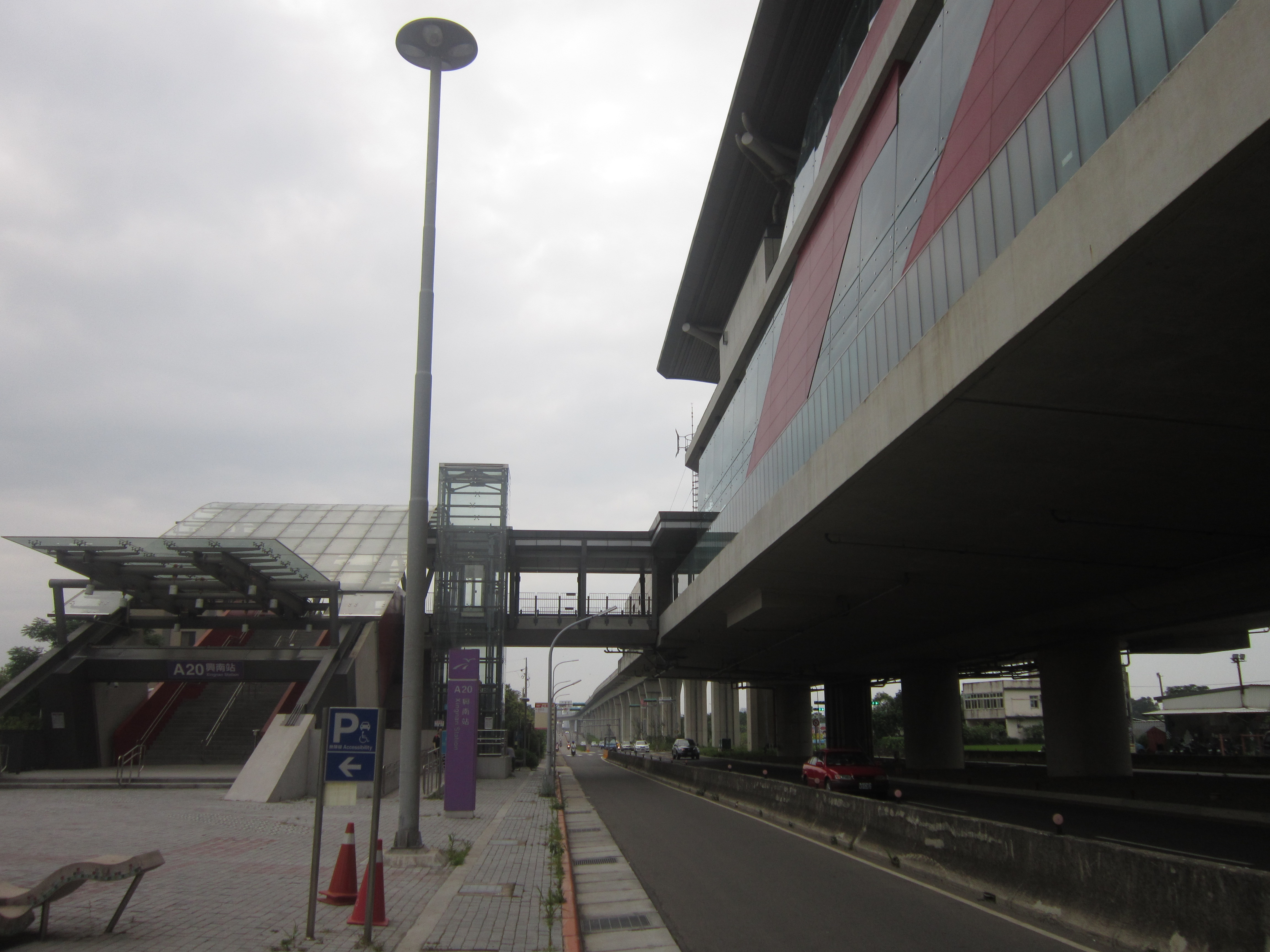
桃園捷運興南站高架車站站體及出口

興南站是桃園捷運機場線的一座車站，位於桃園市中壢區。

## 歷史
中華民國交通部自1989年展開桃園都會區大眾捷運系統的規畫，而為進一步加速台灣省各地的捷運建設，1990年12月29日，行政院正式下達台79交39519號函令，指示辦理包括桃園都會區在內的四個省轄都會區大眾捷運系統的規畫作業，桃園都會區大眾捷運系統的各項規畫與建設工作全面啟動。
1993年3月，受行政院命令主責台灣省各省轄都會區大眾捷運系統規畫與建設工作的台灣省政府住宅及都市發展局，歷時兩年餘正式完成「桃園都會區捷運系統規劃」，台灣省政府住宅及都市發展局當時規畫的桃園都會區大眾捷運系統由包括藍線在內的三線所組成，而被稱為B07站的興南站，就是桃園捷運藍線15座車站中的一員。:3-3~3-6:3-26
然而，在原先由台灣省政府辦理的各省轄都會區大眾捷運系統規畫與建設，因1998年台灣省政府功能業務與組織調整，改由交通部轄下的交通部高速鐵路工程局負責後，桃園捷運藍線被更名為「中正國際機場至桃園都會區（含高鐵桃園站聯外）軌道系統」，於2003年9月9日在行政院的核復下併入桃園機場捷運辦理。
原先被稱為B07站的興南站，則改為桃園機場捷運中的A20站:3-26，於2008年9月18日動工、2008年9月22日定名為「興南站」:2-1，並於2017年3月2日隨桃園機場捷運的通車完工啟用。

## 車站概要
本站位於中豐北路，車站編號為A20。

## 車站構造
興南站是一座地上三層的車站。擁有長約148.2公尺的站體，內部設有兩座寬達27.0公尺的側式月台，與所有桃園捷運車站相同，興南站的月台設有半罩式月台門。
| 3F | 月台層             | 公共電話                                   |
| 3F | 側式月台，右側開門 |                                            |
| 3F | ①號月台            | 機場線 往老街溪方向（環北站）              |
| 3F | ②號月台            | 機場線 往台北方向（桃園體育園區站）        |
| 3F | 側式月台，右側開門 |                                            |
| 2F | 穿堂層             | 電扶梯、電梯及樓梯往月台層                 |
| 2F | 穿堂層             | 廁所                                       |
| 2F | 穿堂層             | 驗票閘門、車站詢問處、自動售票機、公共電話 |
| 2F | 穿堂層             | 電扶梯、電梯及樓梯往出入口                 |
| G  | 地面               | 1號出口（位於中豐北路一段）                |

### 車站出口
| 出入口                             | 圖片 | 位置             |
| ---------------------------------- | ---- | ---------------- |
| 單一出入口 · 設有電梯 · 設有手扶梯 |      | 中豐北路一段南面 |
| 註： 設有電梯 \| 設有手扶梯        |      |                  |

## 利用狀況
本站不但為目前桃園捷運系統中進出人次最少的車站，在全台灣所有捷運站中進出人次也僅高於台中捷運九張犁站。
| 年   | 1日平均 | 1日平均 | 1日平均 |
| 年   | 上車    | 來源    |         |
| ---- | ------- | ------- | ------- |
| 2017 | 90      | [ 15 ]  |         |
| 2018 | 94      | [ 15 ]  |         |

## 車站周邊
興南站附近有許多景點，包括聖德基督學院、青埔高爾夫練習場、老街溪步道等。

### 公車資訊
目前無公車可達此站

## 外部連結
- 桃園捷運 興南站 （页面存档备份，存于）（繁體中文）
- 桃園大眾捷運股份有限公司->乘車指南->路網圖（繁體中文）